# Phengodidae
Phengodidae es una familia de escarabajos de la superfamilia Elateroidea. Sus larvas y hembras son bioluminosas. Están distribuidos en el continente americano desde el sur de Canadá hasta Chile. Recientemente se han reconocido miembros de esta familia, de la subfamilia Cydistinae, en Asia occidental. La familia  Rhagophthalmidae del Viejo Mundo antes era considerada parte de esta familia.
Las hembras son larviformes. Estas y las larvas son depredadoras y se alimentan de milpies y otros artrópodos que se encuentran en el suelo y la hojarasca. Los machos adultos son alados, a veces son atraídos por las luces nocturnas. Tienen vida muy corta y posiblemente no se alimentan.
Las hembras son más grandes que los machos. Los machos pueden ser bioluminosos, pero las hembras y las larvas tienen una serie de órganos luminosos a lo largo de los segmentos del tronco que emiten una luz verdosa; además a veces también tienen órganos luminosos en la cabeza que emiten luz rojiza. Por eso a algunos se los llama "trencitos".
Esta familia es diferente de las luciérnagas (familia Lampyridae), que también tienen larvas que son gusanos luminosos. Según estudios recientes, Phengodidae puede incluir a un taxón hermano, Omethidae (antes considerada familia Telegeusidae), cuya principal diferencia con Phengodidae está en las piezas bucales muy alargadas.

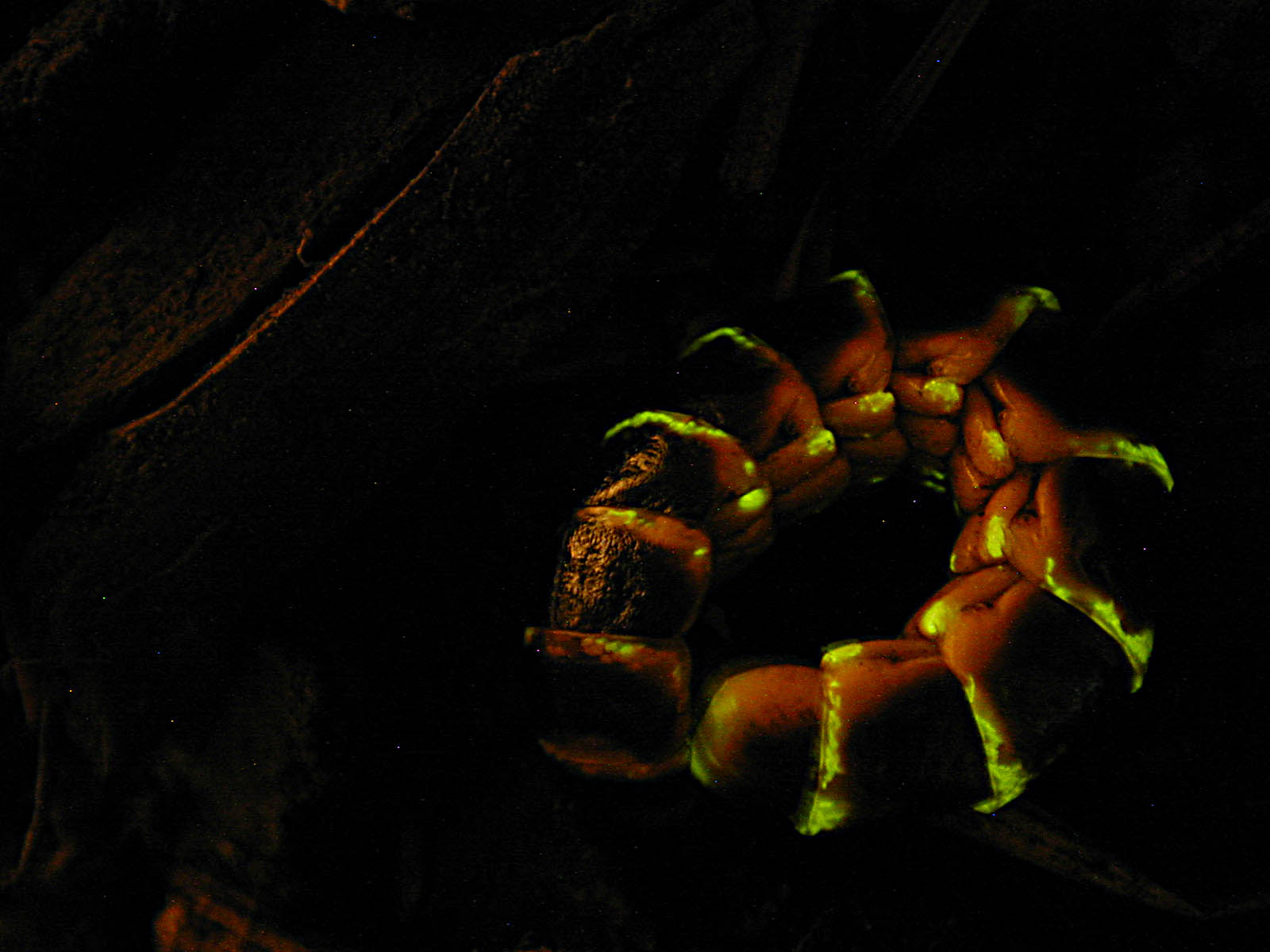
Larva o hembra bioluminosa

## Géneros
- Acladocera
- Adendrocera
- Brasilocerus
- Cenophengus
- Cephalophrixothorax
- Cydistus
- Decamastinocerus
- Distremocephalus
- Eurymastinocerus
- Euryognathus
- Euryopa
- Howdenia
- Mastinocerus
- Mastinomorphus
- Mastinowittmerus
- Microcydistus
- Microphengodes
- Neophengus
- Nephromma
- Oxymastinocerus
- Paramastinocerus
- Paraptorthodius
- Penicillophorus
- Phengodes
- Phrixothrix
- Pseudomastinocerus
- Pseudophengodes
- Ptorthodiellus
- Ptorthodius
- Spangleriella
- Steneuryopa
- Stenocladius
- Stenophrixothrix
- Taximastinocerus
- Zarhipis